# Hermann Gohm
Hermann Gohm (* 17. November 1930 in Röns) ist ein ehemaliger österreichischer Politiker (ÖVP) und Unternehmer. Er war von 1974 bis 1979 Abgeordneter zum Vorarlberger Landtag. 

## Ausbildung und Beruf
Gohm besuchte acht Jahre lang die Volksschule in seiner Heimatgemeinde in Röns und absolvierte danach zwei Jahre die Handelsschule in Feldkirch. Er arbeitete danach von 1948 bis 1950 im elterlichen Honighandel und gründete 1950 gemeinsam mit seinem Vater ein Sägewerk und einen Holzhandel. Gohm ging 1995 in Pension und verpachtete seinen Betrieb bis 2005, danach wurde sein Unternehmen aufgelöst. 

## Politik und Funktionen
Gohm wurde 1959 Parteimitglied der Österreichischen Volkspartei und des Österreichischen Wirtschaftsbundes.  Er engagierte sich zwischen 1960 und 1987 als Mitglied der Gemeindevertretung von Röns und hatte zwischen 1965 und 1987 zudem das Amt des Bürgermeisters inne. Innerparteilich war er von 1973 bis 1987 Ortsparteiobmann der ÖVP Röns, auf Bezirksebene wirkte er zwischen 1973 und 1987 als Mitglied der Bezirksparteileitung der ÖVP Feldkirch. Als Abgeordneter des Wahlbezirkes Feldkirch war er ab dem 13. November 1974 Abgeordneter zum Vorarlberger Landtag, wobei er für den zum Landesstatthalter gewählten Abgeordneten Rudolf Mandl nachrückte. Gohm schied bereits am Ende seiner ersten Legislaturperiode per 5. November 1979 wieder aus dem Landtag aus. Er war im Landtag Mitglied im Finanzausschuss, Mitglied im Kontrollausschuss und Mitglied im Landwirtschaftlichen Ausschuss. Des Weiteren war er während seiner Zeit als Abgeordneter Mitglied der Landesparteileitung der ÖVP Vorarlberg.
Neben seinen politischen Mandaten war Gohm in zahlreichen Vereinen aktiv. Er war Mitglied der Freiwilligen Feuerwehr Röns, Mitglied des Männergesangsvereins Schlins-Röns, Mitglied des Pfarrkirchenrates Röns und Mitglied des Kirchenchores Röns. Des Weiteren engagierte e sich als Fachgruppenvorsteher der Vorarlberger Sägeindustrie und war Obmann des Landesholzwirtschaftsrates. Zudem war er Mitglied beim Abwasserverband Walgau und Mitglied beim Verkehrsverband Oberland-Walgau.

## Privates
Gohm wurde als Sohn des Kaufmanns und Sägewerkbesitzers Johann Gohm und dessen Gattin Regina geboren. Er heiratete 1953 Maria Häusle und wurde zwischen 1951 und 1968 Vater von vier Töchtern.

## Auszeichnungen
- Ehrenmitglied des Männergesangsvereins Schlins-Röns (1970)
- Silbernes Ehrenzeichen des Landes Vorarlberg (1988)
- Ehrenmitglied der Freiwilligen Feuerwehr Röns (1994)
- Ernennung zum „Kommerzialrat“
- Silberne Ehrenmedaille der Vorarlberger Handelskammer